# Contes divins
Les Contes divins sont un cycle de mélodies composées par Augusta Holmès entre 1892 et 1896.

## Composition
Augusta Holmès commence la composition du cycle en 1892 et l'achève en 1896. Les poèmes ont été écrits par elle-même. Toutes les mélodies sont dédiées à Mlle Mary Kelly. Le cycle a été édité chez Durand et Fils. L'illustration de la couverture est due à P. Borie.

## Structure
Le cycle se compose de six mélodies :
1. L'Aubépine de Saint-Patrick
2. Les Lys bleus
3. Le Chemin du ciel
4. La Belle Madeleine
5. La Légende de Saint-Amour
6. Les Moutons des anges

## Poèmes

### L'Aubépine de Saint-Patrick
L'Aubépine de Saint-Patrick est la première mélodie du cycle, composée en octobre 1892 sur un poème écrit par elle-même. L'œuvre est en fa majeur.

### Les Lys bleus
Les Lys bleus est la deuxième mélodie du cycle, composée en 1893. L'œuvre est en fa  mineur. Le poème est écrit par Augusta Holmès :

### Le Chemin du ciel
Le Chemin du ciel est la troisième mélodie du cycle, composée en 1893. L'œuvre est en mi majeur. Le poème est écrit par Augusta Holmès :

### La Belle Madeleine
La Belle Madeleine est la quatrième mélodie du cycle, composée en 1893. L'œuvre est en mi mineur. Le poème est écrit par Augusta Holmès :

### La Légende de Saint-Amour
La Légende de Saint-Amour est la cinquième mélodie du cycle, composée en 1893. L'œuvre est en si mineur. Le poème est écrit par Augusta Holmès :

### Les Moutons des anges
Les Moutons des anges est la sixième et dernière mélodie du cycle, composée en 1896. L'œuvre est en fa  majeur. Le poème est écrit par Augusta Holmès :

## Réception
Les Contes divins sont parmi les mélodies les plus connues d'Augusta Holmès, qu'elle interprète elle-même.